# Житовля
Житовля (біл. Жытоўля) — селище в Тереницькій сільській раді Гомельського району Гомельської області Республіки Білорусь.

## Географія

### Розташування
За 26 км на північний захід від Гомеля.

## Гідрографія
На річці Уза (притока річки Сож).

## Транспортна мережа
Автодорога Жлобін — Гомель. Планування складається з прямолінійної вулиці, яка орієнтована з південного заходу на північний схід. Забудована двосторонньо дерев'яними будинками садибного типу.

## Історія
Засноване на початку XX століття переселенцями із сусідніх сіл. У 1926 році у Телешовськоруднянській сільській раді Уваровицького району Гомельського округу. У 1930 році організовано колгосп «Червона діброва», з 1933 року працювали цегельний завод, вітряк, кузня. Під час німецько-радянської війни 23 мешканці загинули на фронті. 1959 року у складі колгоспу імені Суворова (центр — село Рудня Телешовська).
До 1 серпня 2008 року у складі Телешовської сільської ради.

## Населення

### Чисельність
- 2009 — 241 мешканець.